# Lucian Burdujan
Lucian Burdujan (* 18. Februar 1984 in Piatra Neamț) ist ein rumänischer ehemaliger Fußballspieler.

## Karriere
Die Karriere von Burdujan begann im Jahr 2002 bei Ceahlăul Piatra Neamț in seiner Heimatstadt. Dort kam er am 24. August 2002 bei 6:0-Sieg gegen UTA Arad zu seinem ersten Einsatz in der ersten Mannschaft, die seinerzeit in der Divizia A (heute Liga 1) spielte. In der Saison 2003/04 wurde er zum Stammspieler und steuerte sieben Treffer zum Klassenerhalt bei.
Im Sommer 2004 verließ Burdujan Ceahlăul und wechselte zu Rapid Bukarest. Dort wurde er in der Saison 2004/05 zum festen Bestandteil der Mannschaft und beendete die Spielzeit mit seinem Klub auf dem dritten Tabellenplatz. In den folgenden Jahren kam er seltener zum Einsatz, konnte aber mit den Pokalsiegen 2006 und 2007 seine ersten beiden Titel gewinnen. Erst in der Saison 2007/08 kämpfte er sich zurück ins Team.
Nach vier Jahren in Bukarest schloss sich Burdujan im Jahr 2008 dem aufstrebenden Ligakonkurrenten FC Vaslui an. Wie schon bei Rapid Bukarest zuvor etablierte er sich in seiner ersten Spielzeit als Stammspieler und zog sowohl 2009 als auch 2010 in die Europa League ein. Dabei hatte er die Hälfte der Spiele aufgrund von Verletzungen verpasst. Gleichzeitig erreichte er erneut das rumänische Pokalfinale, unterlag dort aber CFR Cluj im Elfmeterschießen.
In der Winterpause 2010/11 wechselte Burdujan zu Steaua Bukarest. Dort kam er in der Rückrunde nur selten zum Einsatz. Am Saisonende errang er mit Steaua seinen dritten Pokalsieg. Im Sommer 2011 verließ er den Verein wieder und schloss sich dem ukrainischen Erstligisten Tschornomorez Odessa an. Mit dem Aufsteiger erreichte der in der Saison 2011/12 den Klassenerhalt und ein Jahr später die Qualifikation zur Europa League. Im Sommer 2013 wurde sein Vertrag nicht verlängert und er war bis November 2013 ohne Verein, als ihn Ligakonkurrent Tawrija Simferopol verpflichtete. Im April 2014 wurde sein Vertrag bei Tawrija aufgelöst. Anschließend war er einige Monate ohne Verein, ehe er im September 2014 beim FC Hoverla-Zakarpattya Uschhorod unterkam. Ende 2014 wurde sein Vertrag aufgelöst.
Nach zwei Monaten ohne Verein heuerte Burdujan im März 2015 beim Hatta Club in den Vereinigten Arabischen Emiraten an, wo er in der Division One spielte. Anfang 2016 verließ er den Verein wieder und schloss sich Europa FC in Gibraltar an. Dort konnte er mit seiner Mannschaft die Saison 2015/16 als Vizemeister beenden. Im Sommer 2016 nahm ihn der griechische Zweitligist AEL Kallonis unter Vertrag. Nach lediglich sechs Einsätzen wurde der Vertrag im Januar 2017 wieder aufgelöst. Kurze Zeit später heuerte er bei Ligakonkurrent Aiginiakos FC an. Dort blieb er aber nur bis Anfang Mai desselben Jahres. Nach ein paar Monaten ohne Vertrag schloss er sich dann Anfang Oktober AEP Kozanis an. Zwei weitere Stationen in Griechenland folgten vor dem Karriereende.

## Erfolge
- Rumänischer Pokalsieger: 2006, 2007, 2011